# Traversères
Traversères (Traversèras en gascon) est une commune française située dans le sud du département du Gers en région Occitanie. Sur le plan historique et culturel, la commune est dans le pays d'Astarac, un territoire du sud gersois très vallonné, au sol argileux, qui longe le plateau de Lannemezan.
Exposée à un climat océanique altéré, elle est drainée par le ruisseau du Hay et par divers autres petits cours d'eau. La commune possède un patrimoine naturel remarquable composé de deux zones naturelles d'intérêt écologique, faunistique et floristique.
Traversères est une commune rurale qui compte 71 habitants en 2022, après avoir connu un pic de population de 237 habitants en 1846.  Elle fait partie de l'aire d'attraction d'Auch. Ses habitants sont appelés les Traversérois ou  Traverséroises.

## Géographie

### Localisation
La commune de Traversères est située dans le canton d'Astarac-Gimone et dans l'arrondissement de Mirande, entre les vallées du Gers et de l'Arrats.

### Communes limitrophes
Les communes limitrophes sont Boucagnères, Faget-Abbatial, Haulies, Lartigue, Monferran-Plavès, Orbessan, Ornézan et Sansan.
| Orbessan | Boucagnères      | Haulies        |
| Sansan   | Traversères      | Lartigue       |
| Ornézan  | Monferran-Plavès | Faget-Abbatial |

### Géologie et relief
Traversères se situe en zone de sismicité 2 (sismicité faible).

### Hydrographie

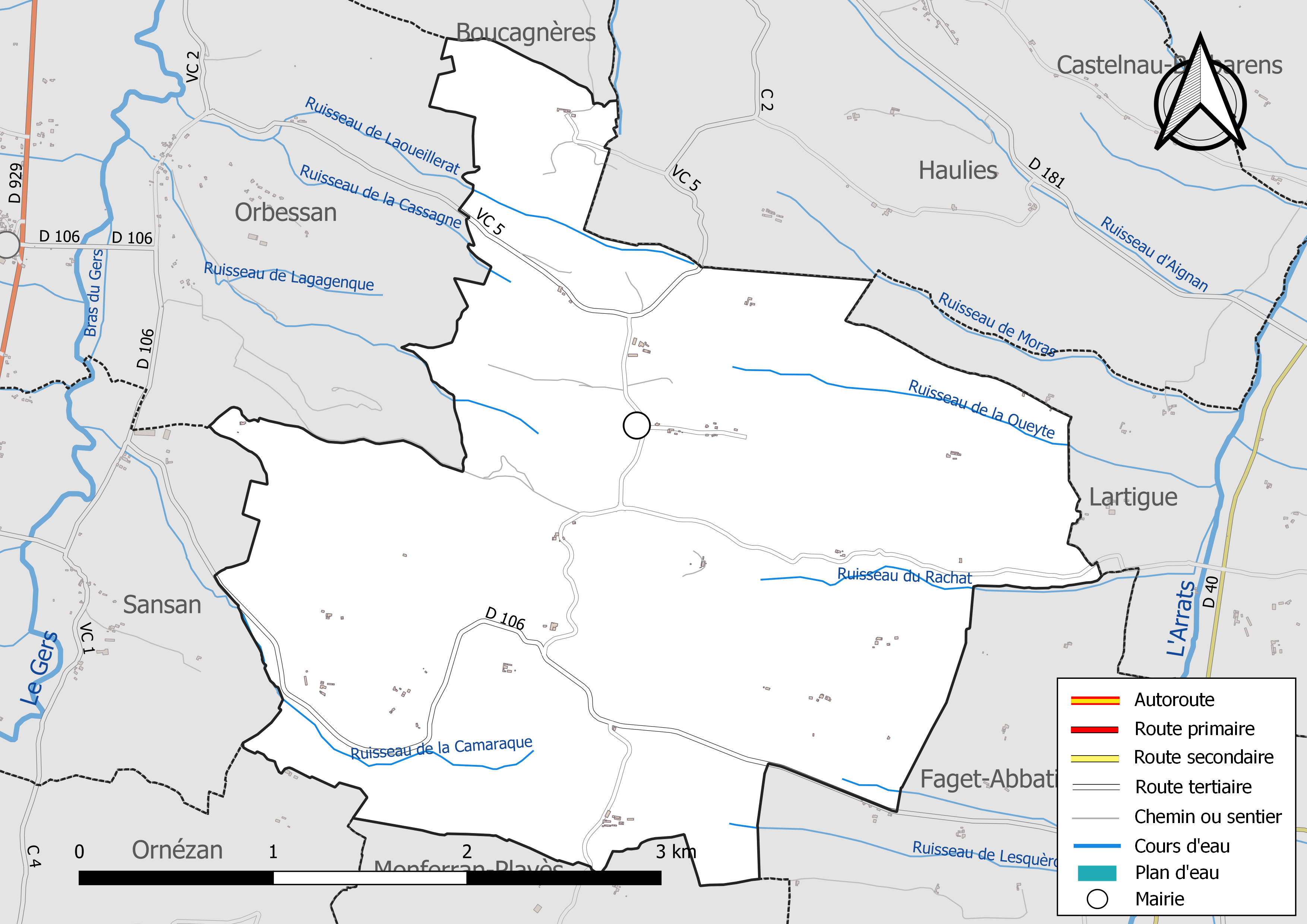
Réseaux hydrographique et routier de Traversères.

La commune est dans le bassin de la Garonne, au sein du bassin hydrographique Adour-Garonne. Elle est drainée par le ruisseau du Hay, le ruisseau de la Camaraque, le ruisseau de la Cassagne, le ruisseau de Laoueillerat, le ruisseau de la Oueyte, le ruisseau de Lesquèrou, le ruisseau du Rachat, et par deux petits cours d'eau, qui constituent un réseau hydrographique de 7 km de longueur totale,.

### Climat
Pour des articles plus généraux, voir Climat de l'Occitanie et Climat du Gers.
En 2010, le climat de la commune est de type climat océanique altéré, selon une étude s'appuyant sur une série de données couvrant la période 1971-2000. En 2020, Météo-France publie une typologie des climats de la France métropolitaine dans laquelle la commune est toujours exposée à un climat océanique altéré et est dans la région climatique Aquitaine, Gascogne, caractérisée par une pluviométrie abondante au printemps, modérée en automne, un faible ensoleillement au printemps, un été chaud (19,5 °C), des vents faibles, des brouillards fréquents en automne et en hiver et des orages fréquents en été (15 à 20 jours).
Pour la période 1971-2000, la température annuelle moyenne est de 13,1 °C, avec une amplitude thermique annuelle de 15,1 °C. Le cumul annuel moyen de précipitations est de 782 mm, avec 9,9 jours de précipitations en janvier et 6,2 jours en juillet. Pour la période 1991-2020, la température moyenne annuelle observée sur la station météorologique la plus proche, située sur la commune d'Auch à 13 km à vol d'oiseau, est de 13,5 °C et le cumul annuel moyen de précipitations est de 695,8 mm,. Pour l'avenir, les paramètres climatiques de la commune estimés pour 2050 selon différents scénarios d'émission de gaz à effet de serre sont consultables sur un site dédié publié par Météo-France en novembre 2022.

### Milieux naturels et biodiversité
L’inventaire des zones naturelles d'intérêt écologique, faunistique et floristique (ZNIEFF) a pour objectif de réaliser une couverture des zones les plus intéressantes sur le plan écologique, essentiellement dans la perspective d’améliorer la connaissance du patrimoine naturel national et de fournir aux différents décideurs un outil d’aide à la prise en compte de l’environnement dans l’aménagement du territoire.
Une ZNIEFF de type 1 est recensée sur la commune :
les « landes et coteaux d'Ornézan à Traversères » (1 609 ha), couvrant 7 communes du département et une ZNIEFF de type 2, : 
les « coteaux du Gers d'Aries-Espénan à Auch » (13 191 ha), couvrant 31 communes dont 28 dans le Gers et trois dans les Hautes-Pyrénées.

Carte des ZNIEFF de type 1 et 2 à Traversères.
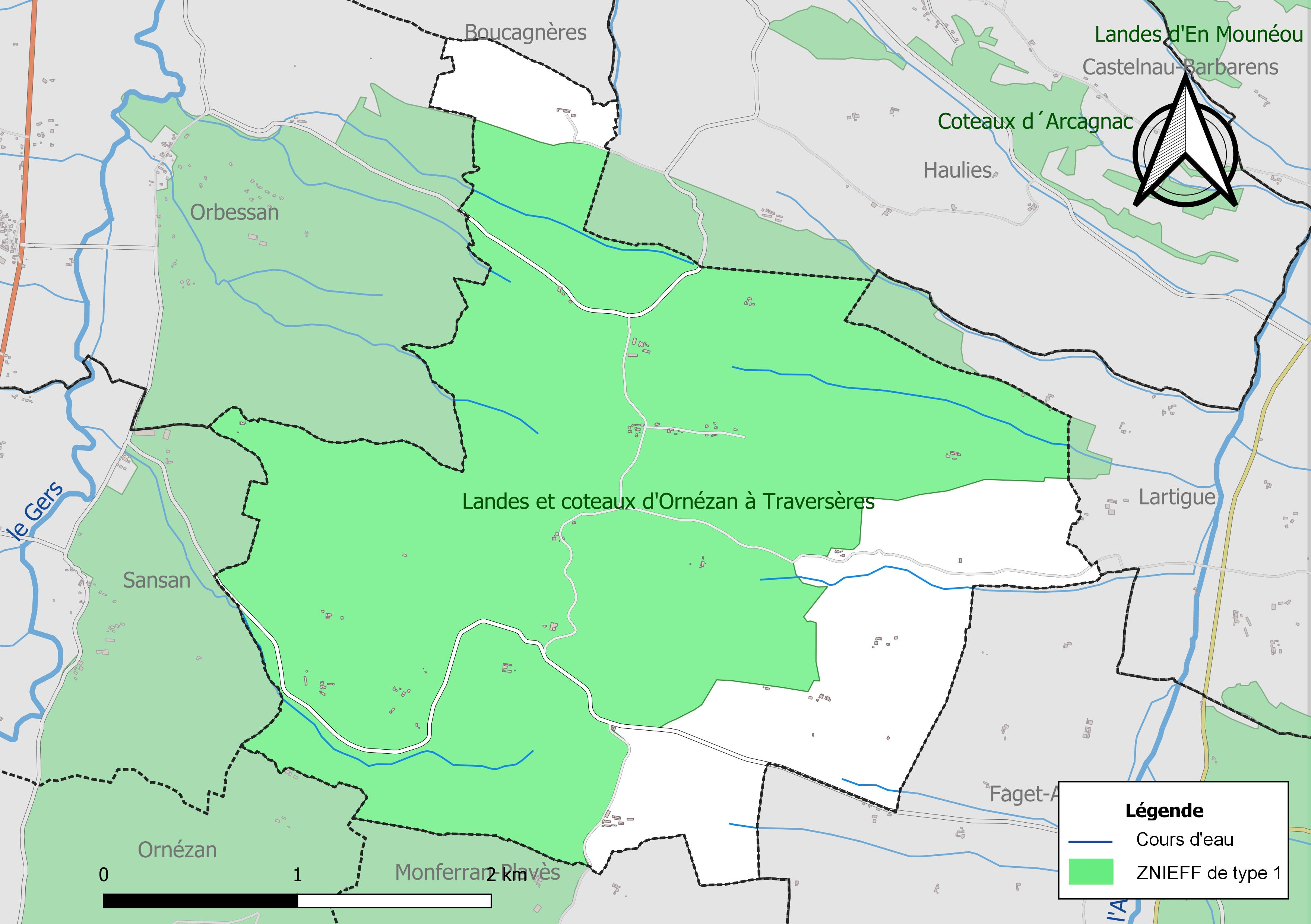
Carte de la ZNIEFF de type 1 sur la commune.
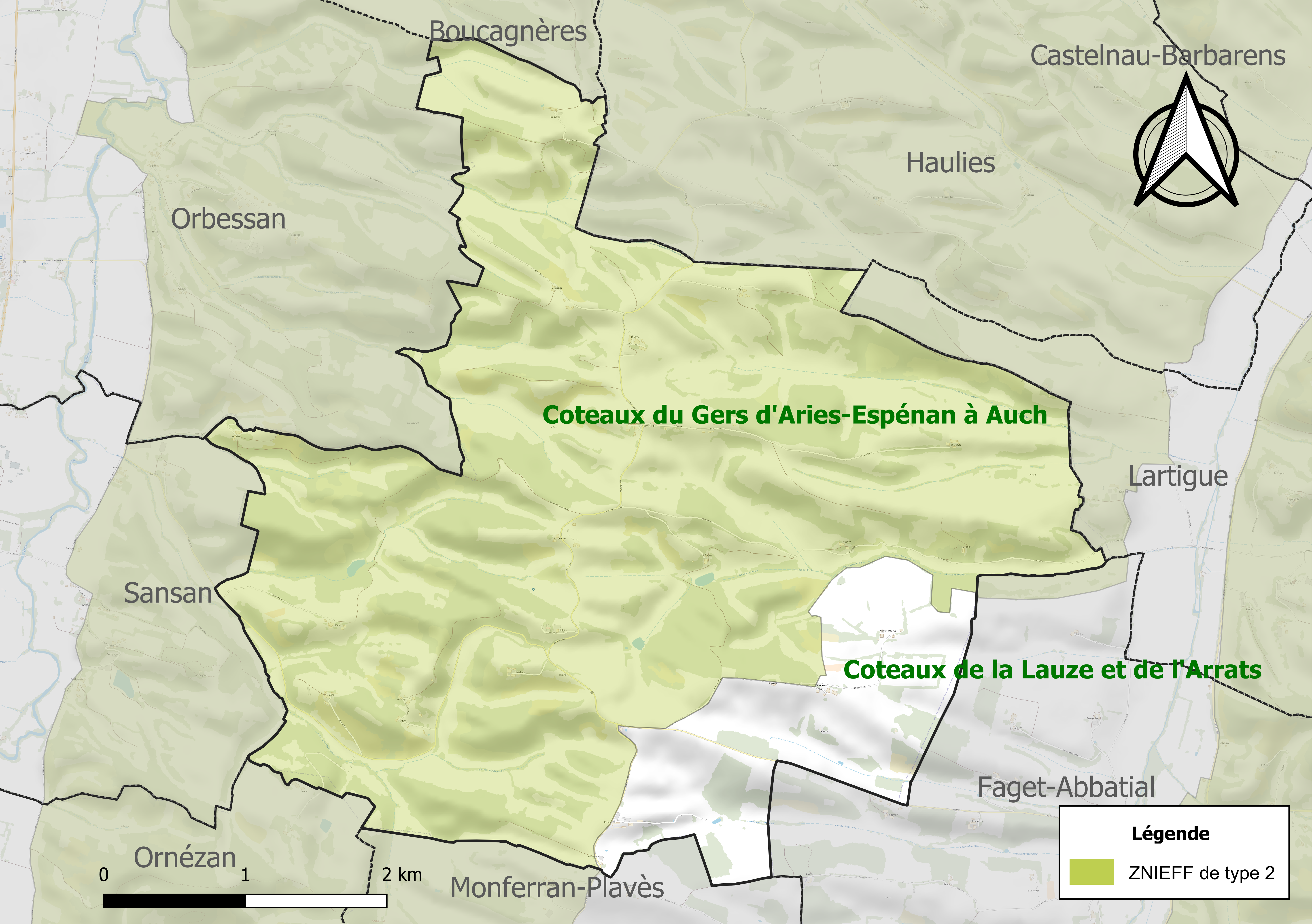
Carte de la ZNIEFF de type 2 sur la commune.

## Urbanisme

### Typologie
Au 1er janvier 2024, Traversères est catégorisée commune rurale à habitat très dispersé, selon la nouvelle grille communale de densité à sept niveaux définie par l'Insee en 2022.
Elle est située hors unité urbaine. Par ailleurs la commune fait partie de l'aire d'attraction d'Auch, dont elle est une commune de la couronne,. Cette aire, qui regroupe 112 communes, est catégorisée dans les aires de 50 000 à moins de 200 000 habitants,.

### Occupation des sols
L'occupation des sols de la commune, telle qu'elle ressort de la base de données européenne d’occupation biophysique des sols Corine Land Cover (CLC), est marquée par l'importance des territoires agricoles (79,7 % en 2018), une proportion identique à celle de 1990 (79,7 %). La répartition détaillée en 2018 est la suivante : 
prairies (40,3 %), zones agricoles hétérogènes (34,5 %), milieux à végétation arbustive et/ou herbacée (13,3 %), forêts (7 %), terres arables (4,9 %). L'évolution de l’occupation des sols de la commune et de ses infrastructures peut être observée sur les différentes représentations cartographiques du territoire : la carte de Cassini (XVIIIe siècle), la carte d'état-major (1820-1866) et les cartes ou photos aériennes de l'IGN pour la période actuelle (1950 à aujourd'hui).

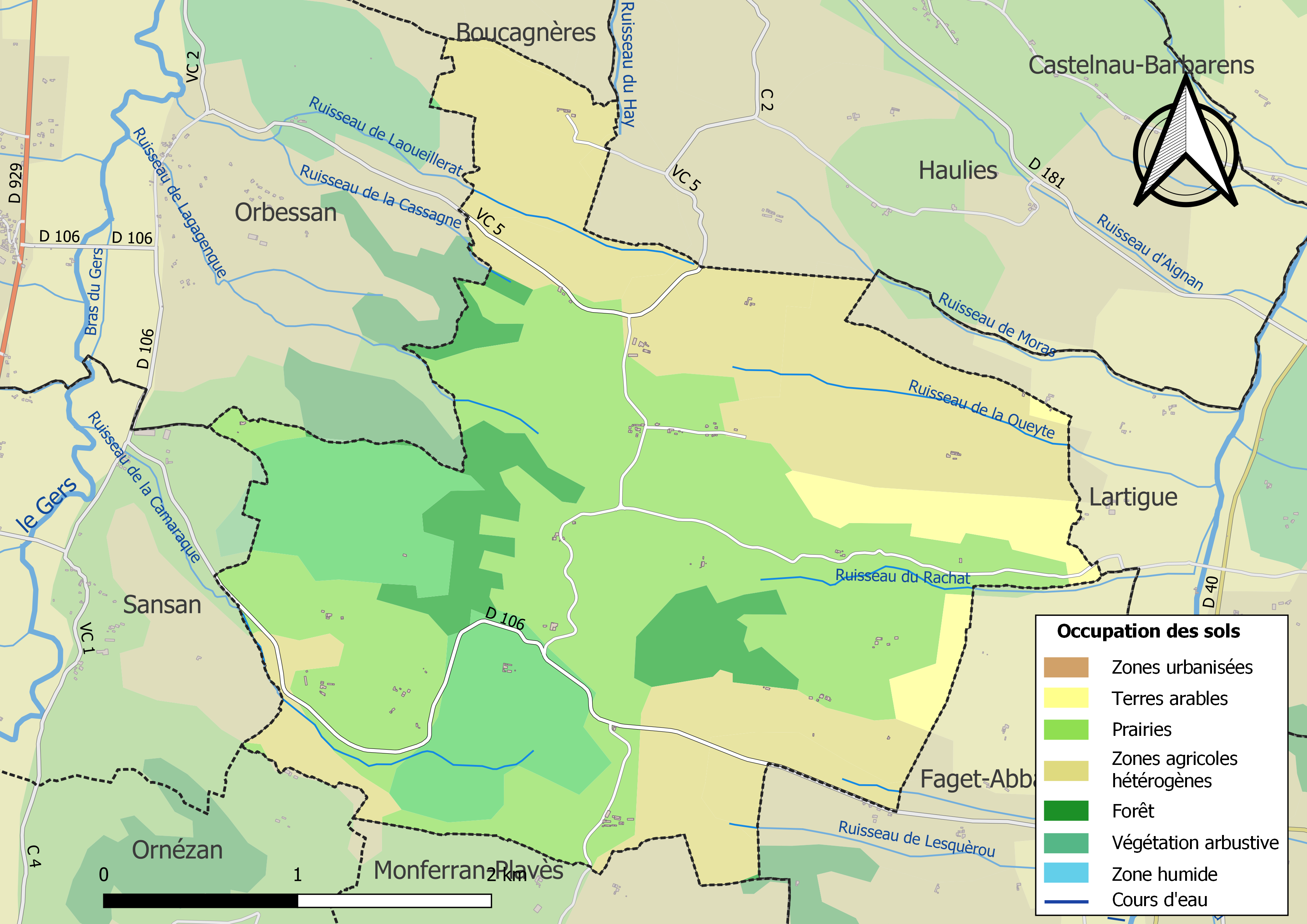
Carte des infrastructures et de l'occupation des sols de la commune en 2018 (CLC).

### Voie de communication et transports

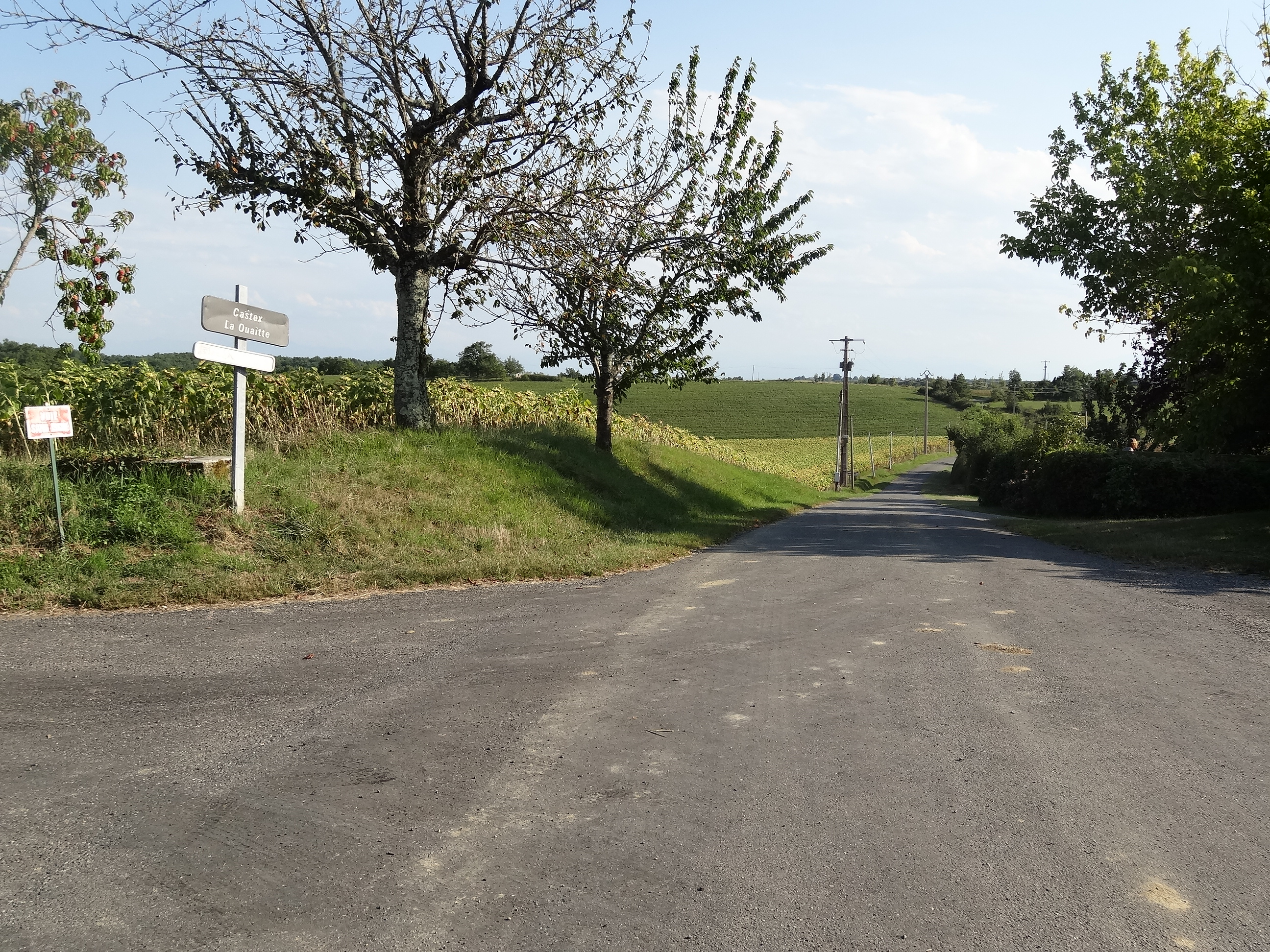
Route principale.

### Risques majeurs
Le territoire de la commune de Traversères est vulnérable à différents aléas naturels : météorologiques (tempête, orage, neige, grand froid, canicule ou sécheresse) et séisme (sismicité faible). Un site publié par le BRGM permet d'évaluer simplement et rapidement les risques d'un bien localisé soit par son adresse soit par le numéro de sa parcelle.

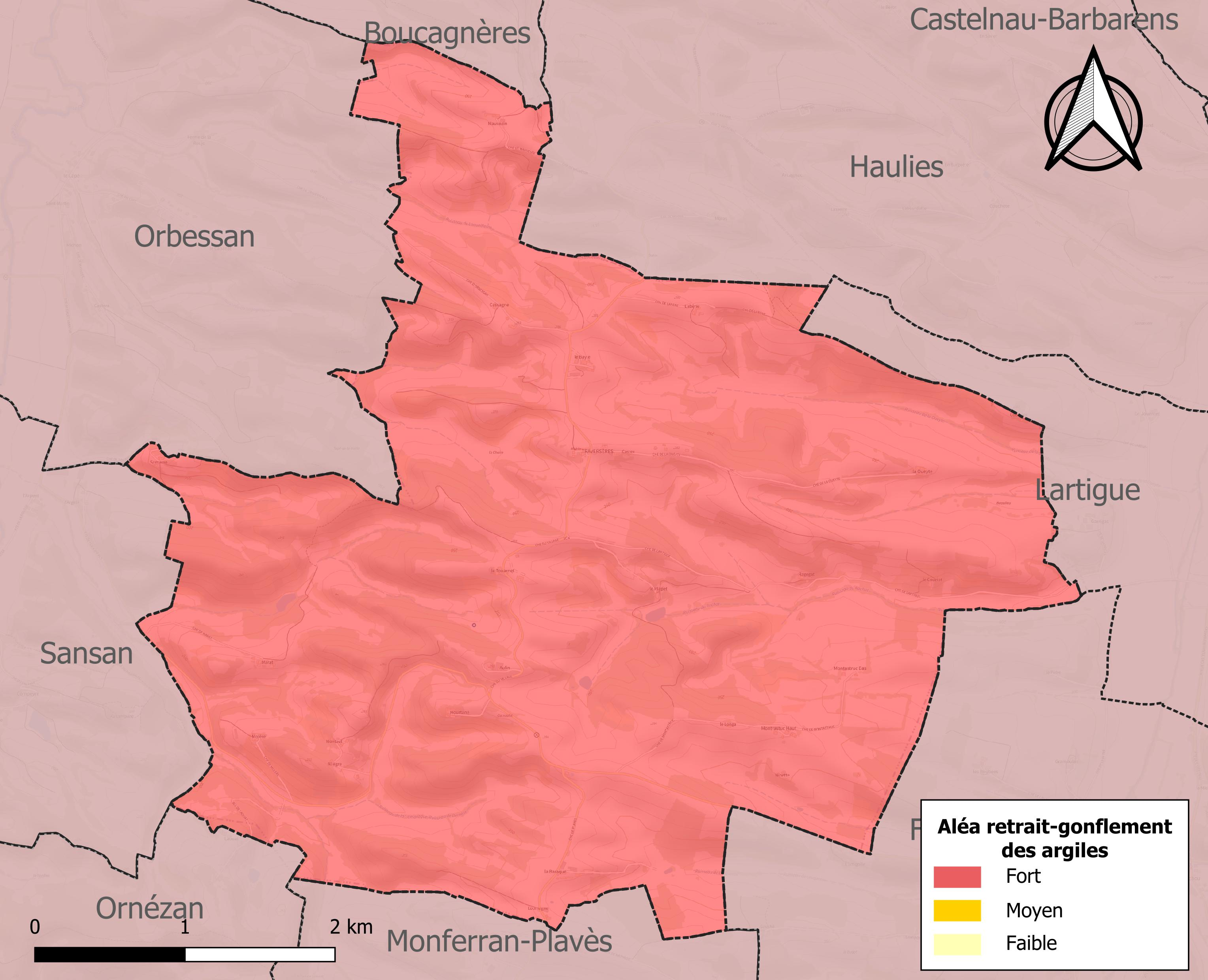
Carte des zones d'aléa retrait-gonflement des sols argileux de Traversères.

Le retrait-gonflement des sols argileux est susceptible d'engendrer des dommages importants aux bâtiments en cas d’alternance de périodes de sécheresse et de pluie. La totalité de la commune est en aléa moyen ou fort (94,5 % au niveau départemental et 48,5 % au niveau national). Sur les 43 bâtiments dénombrés sur la commune en 2019, 43 sont en aléa moyen ou fort, soit 100 %, à comparer aux 93 % au niveau départemental et 54 % au niveau national. Une cartographie de l'exposition du territoire national au retrait gonflement des sols argileux est disponible sur le site du BRGM,.
Par ailleurs, afin de mieux appréhender le risque d’affaissement de terrain, l'inventaire national des cavités souterraines permet de localiser celles situées sur la commune.
La commune a été reconnue en état de catastrophe naturelle au titre des dommages causés par les inondations et coulées de boue survenues en 1995, 1999 et 2009. Concernant les mouvements de terrains, la commune a été reconnue en état de catastrophe naturelle au titre des dommages causés par la sécheresse en 1989 et 2012 et par des mouvements de terrain en 1999.

## Toponymie

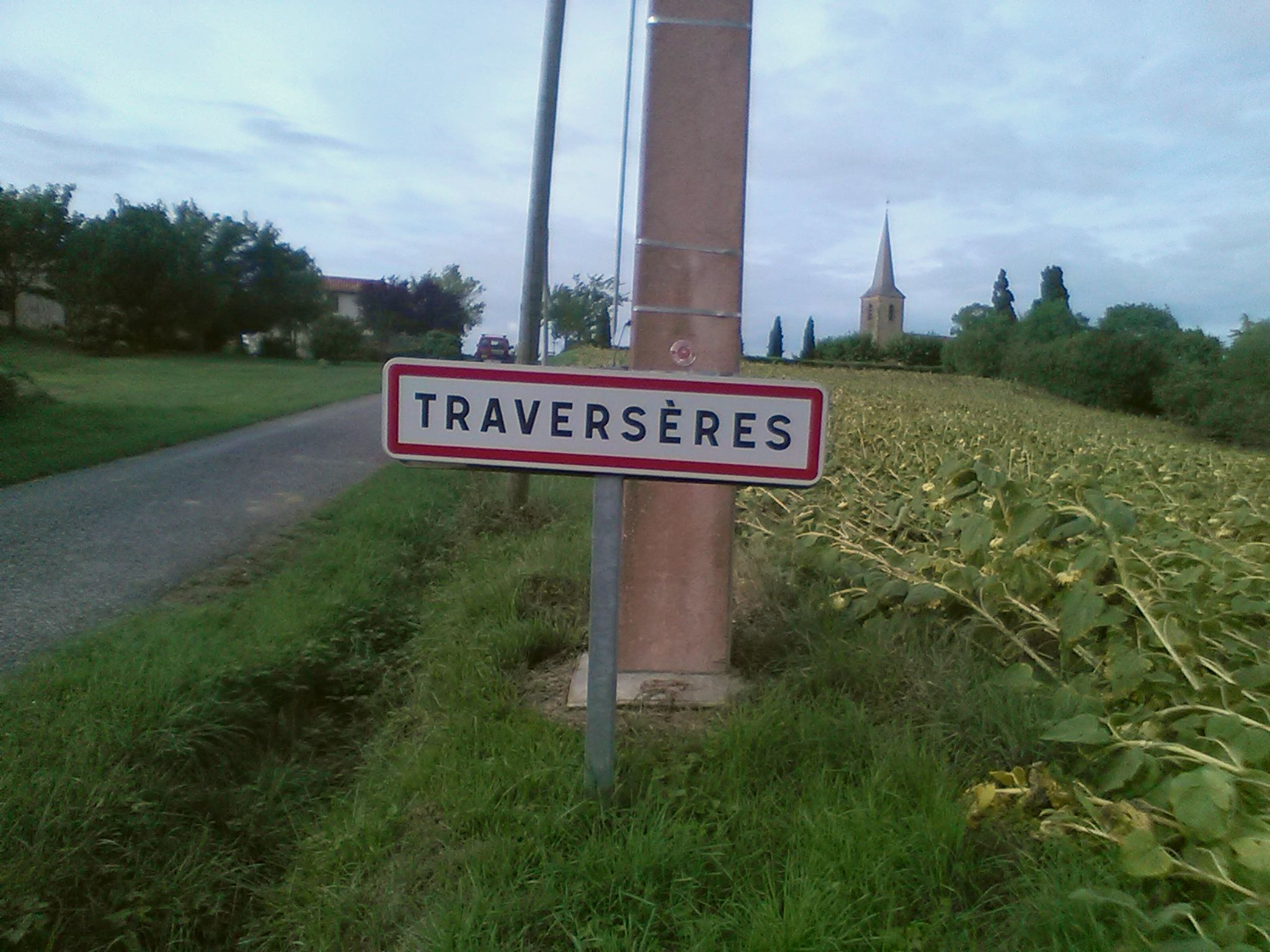
Panneau de l'entrée sud de Traversères.

## Politique et administration

### Liste des maires
| Période                                  | Période      | Identité           | Étiquette | Qualité     |
| ---------------------------------------- | ------------ | ------------------ | --------- | ----------- |
| mars 2001                                | janvier 2012 | Jean-Michel Liares | SE        |             |
| février 2012                             | juin 2020    | André Pau          | SE        | Agriculteur |
| juin 2020                                | En cours     | Olivier Barasz     | SE        | Technicien  |
| Les données manquantes sont à compléter. |              |                    |           |             |

## Population et société

### Démographie
| 1793 | 1800 | 1806 | 1821 | 1831 | 1841 | 1846 | 1851 | 1856 |
| ---- | ---- | ---- | ---- | ---- | ---- | ---- | ---- | ---- |
| 83   | 65   | 78   | 66   | 215  | 231  | 237  | 219  | 204  |

| 1861 | 1866 | 1872 | 1876 | 1881 | 1886 | 1891 | 1896 | 1901 |
| ---- | ---- | ---- | ---- | ---- | ---- | ---- | ---- | ---- |
| 192  | 193  | 210  | 204  | 222  | 230  | 236  | 220  | 218  |

| 1906 | 1911 | 1921 | 1926 | 1931 | 1936 | 1946 | 1954 | 1962 |
| ---- | ---- | ---- | ---- | ---- | ---- | ---- | ---- | ---- |
| 152  | 140  | 118  | 120  | 139  | 129  | 116  | 101  | 106  |

| 1968 | 1975 | 1982 | 1990 | 1999 | 2006 | 2011 | 2016 | 2021 |
| ---- | ---- | ---- | ---- | ---- | ---- | ---- | ---- | ---- |
| 95   | 81   | 83   | 66   | 63   | 73   | 80   | 72   | 70   |

| 2022 | - | - | - | - | - | - | - | - |
| ---- | - | - | - | - | - | - | - | - |
| 71   | - | - | - | - | - | - | - | - |

### Enseignement
Il n'y a pas d'école à Traversères. L'enseignement élémentaire est regroupé avec les communes d'Ornézan, Sansan, Boucagnères, Durban et Orbessan. L'école maternelle est située à Orbessan tandis que l'école primaire se situe à Ornézan. Le centre de loisirs le plus proche est celui de Seissan.

### Sports

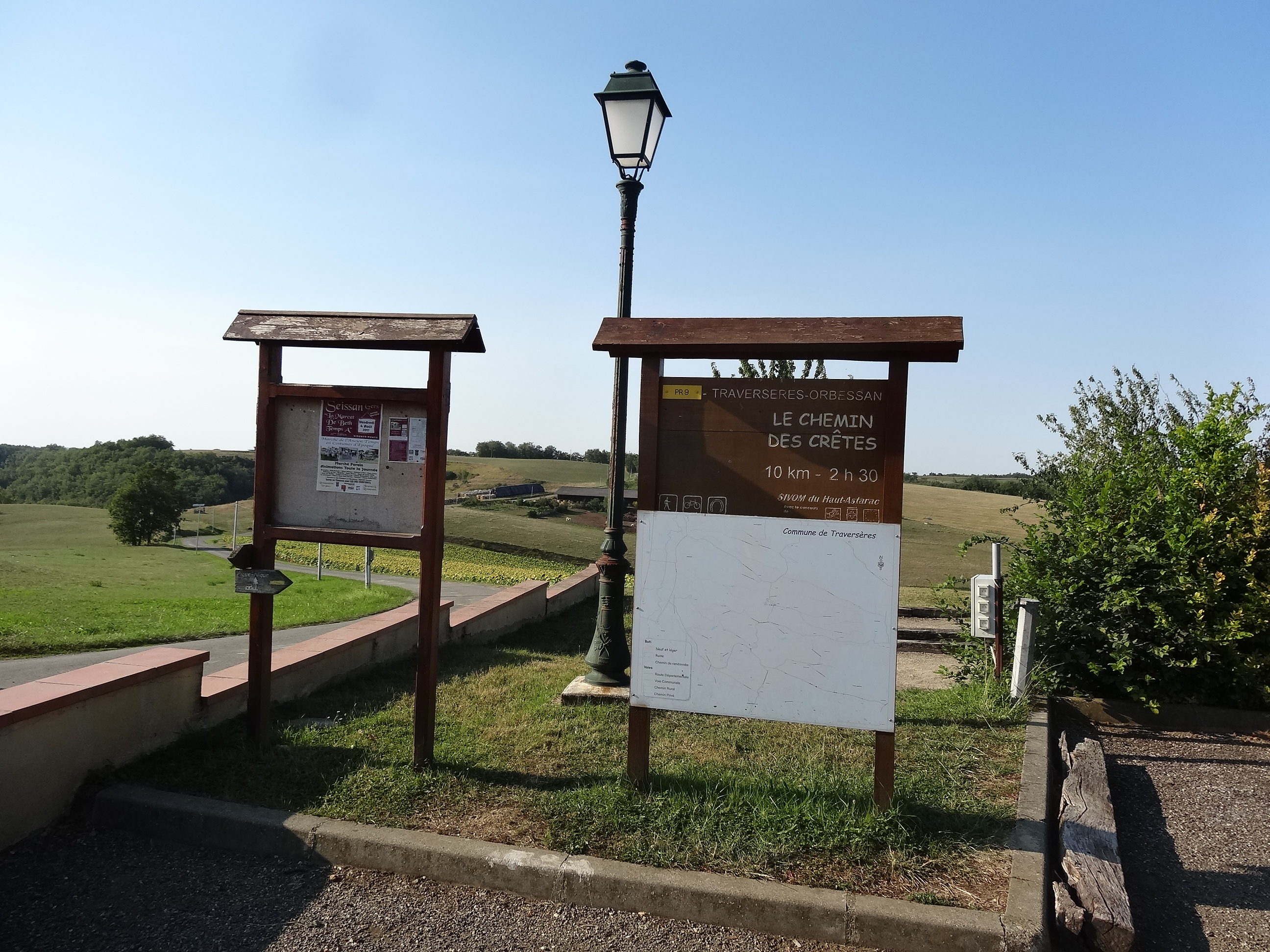
Panneau du chemin de randonnée.

### Manifestations culturelles et festivités
- Fête patronale : 15 août[25].

## Économie

### Emploi
|                | 2008  | 2013  | 2018  |
| -------------- | ----- | ----- | ----- |
| Commune        | 7,5 % | 2,1 % | 4,8 % |
| Département    | 6,1 % | 7,5 % | 8,2 % |
| France entière | 8,3 % | 10 %  | 10 %  |

En 2018, la population âgée de 15 à 64 ans s'élève à 41 personnes, parmi lesquelles on compte 71,4 % d'actifs (66,7 % ayant un emploi et 4,8 % de chômeurs) et 28,6 % d'inactifs,. En  2018, le taux de chômage communal (au sens du recensement) des 15-64 ans est inférieur à celui de la France et département, alors qu'en 2008 il était supérieur à celui du département et inférieur à celui de la France.
La commune fait partie de la couronne de l'aire d'attraction d'Auch, du fait qu'au moins 15 % des actifs travaillent dans le pôle,. Elle compte 9 emplois en 2018, contre 9 en 2013 et 6 en 2008. Le nombre d'actifs ayant un emploi résidant dans la commune est de 28, soit un indicateur de concentration d'emploi de 31,1 % et un taux d'activité parmi les 15 ans ou plus de 51,7 %.
Sur ces 28 actifs de 15 ans ou plus ayant un emploi, 8 travaillent dans la commune, soit 28 % des habitants. Pour se rendre au travail, 82,8 % des habitants utilisent un véhicule personnel ou de fonction à quatre roues et 17,2 % n'ont pas besoin de transport (travail au domicile).

### Activités hors agriculture
Deux établissements seulement relevant d’une activité hors champ de l’agriculture sont implantés  à Traversères au 31 décembre 2019.

### Agriculture
La commune est dans les « Coteaux du Gers », une petite région agricole occupant l'est du département du Gers. En 2020, l'orientation technico-économique de l'agriculture  sur la commune est la polyculture et/ou le polyélevage.
|               | 1988 | 2000 | 2010 | 2020 |
| ------------- | ---- | ---- | ---- | ---- |
| Exploitations | 12   | 11   | 14   | 13   |
| SAU (ha)      | 621  | 530  | 566  | 722  |

Le nombre d'exploitations agricoles en activité et ayant leur siège dans la commune est passé de 12 lors du recensement agricole de 1988  à 11 en 2000 puis à 14 en 2010 et enfin à 13 en 2020, soit une augmentation de 1 % en 32 ans. Le même mouvement est observé à l'échelle du département qui a perdu pendant cette période 51 % de ses exploitations,. La surface agricole utilisée sur la commune a quant à elle augmenté, passant de 621 ha en 1988 à 722 ha en 2020. Parallèlement la surface agricole utilisée moyenne par exploitation a augmenté, passant de 52 à 56 ha.

## Culture locale et patrimoine

### Lieux et monuments
Les éléments notables du patrimoine de Traversères sont les suivants :
- Église Saint-Martin de Traversères, moderne de style néo-gothique ;
- Église d'Aulin, du XVIIe siècle, comprenant des vestiges des XIIIe ou XIVe siècle ;
- Château d'Aulin, à l'est de l'église d'Aulin, dont les vestiges ruinés (XVIIIe siècle) sont utilisés comme bâtiment agricole ;
- Site castral de Traversères (Le Castéra).

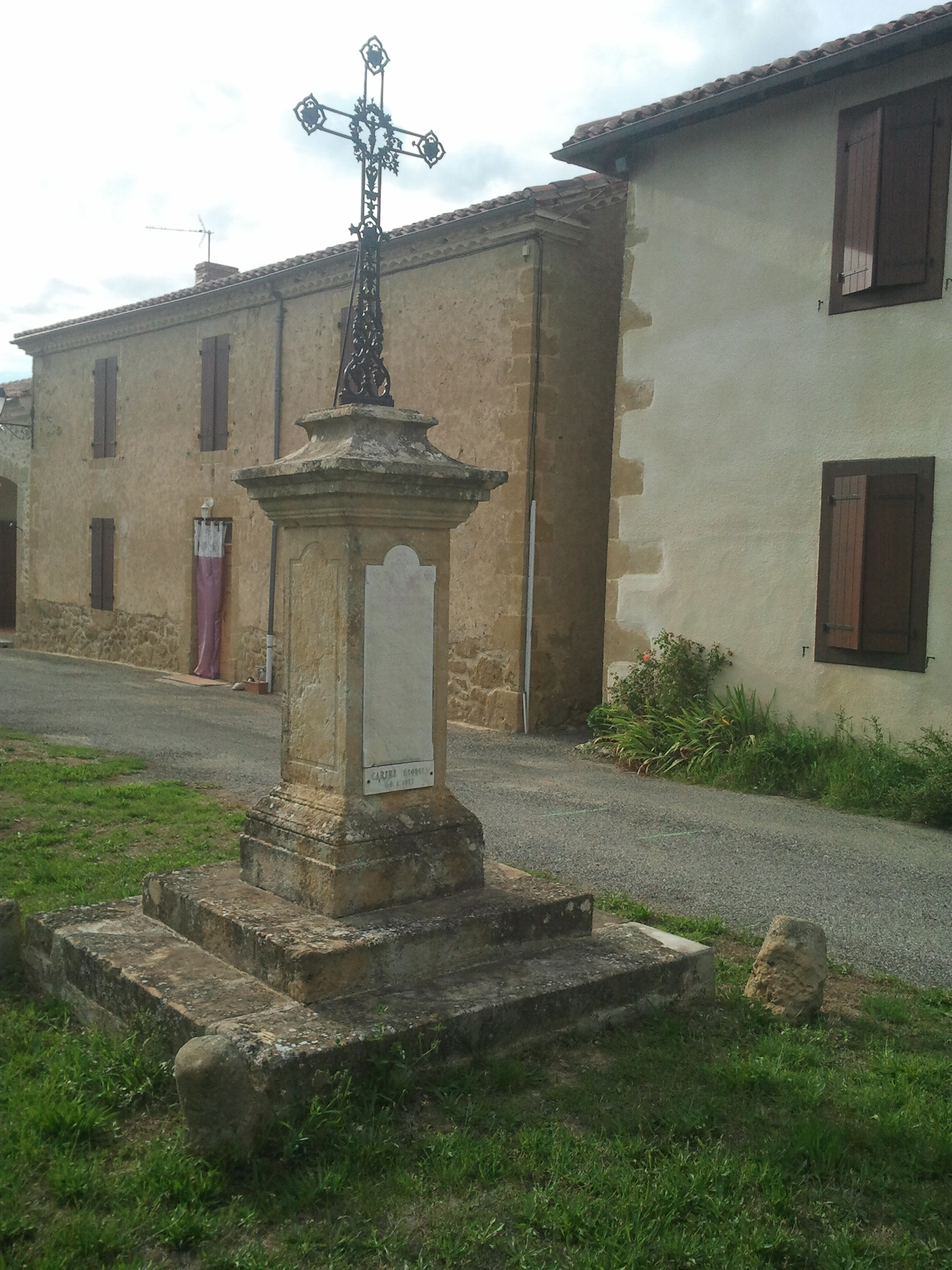
Croix au village.
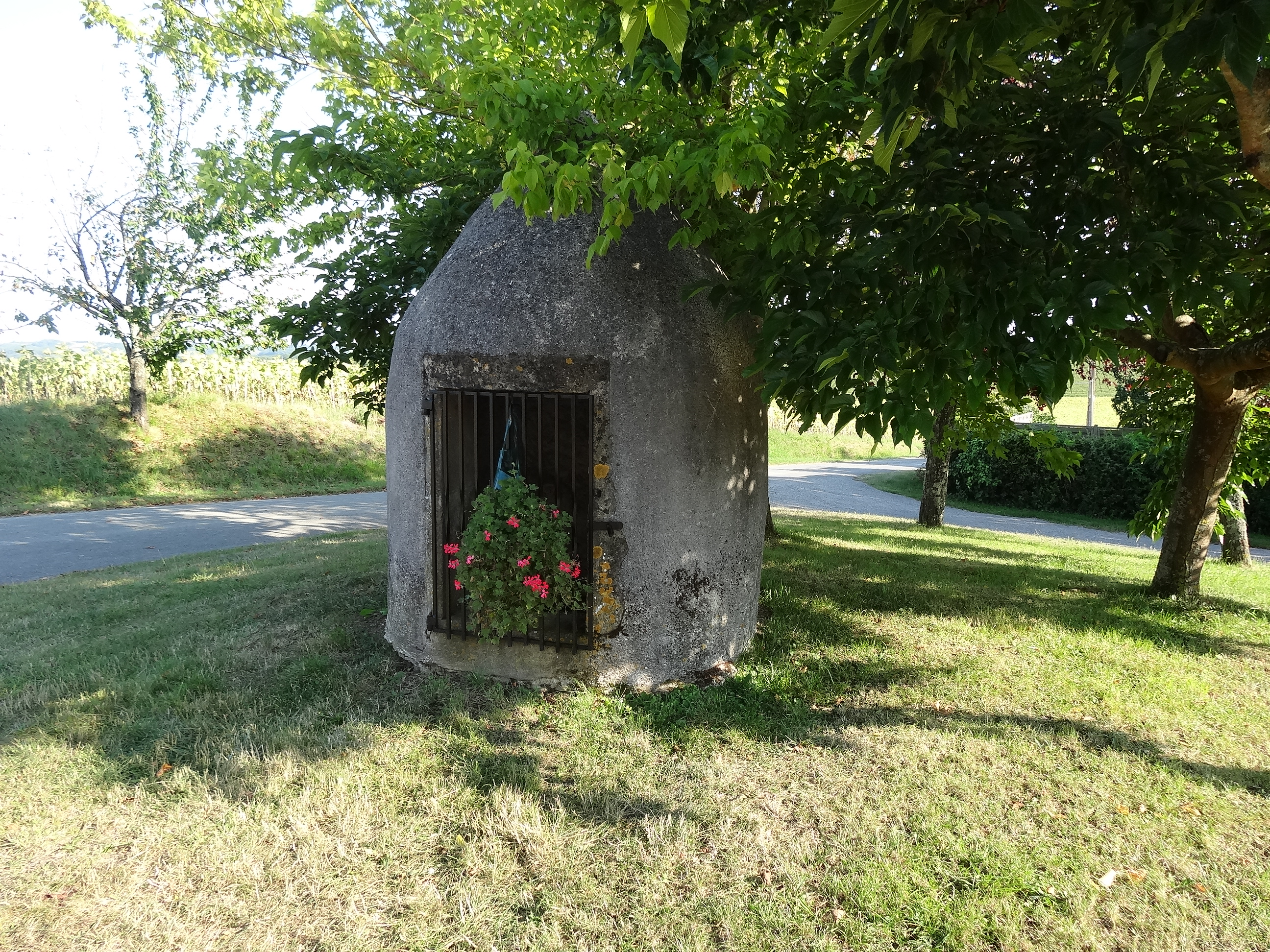
Puits au village.
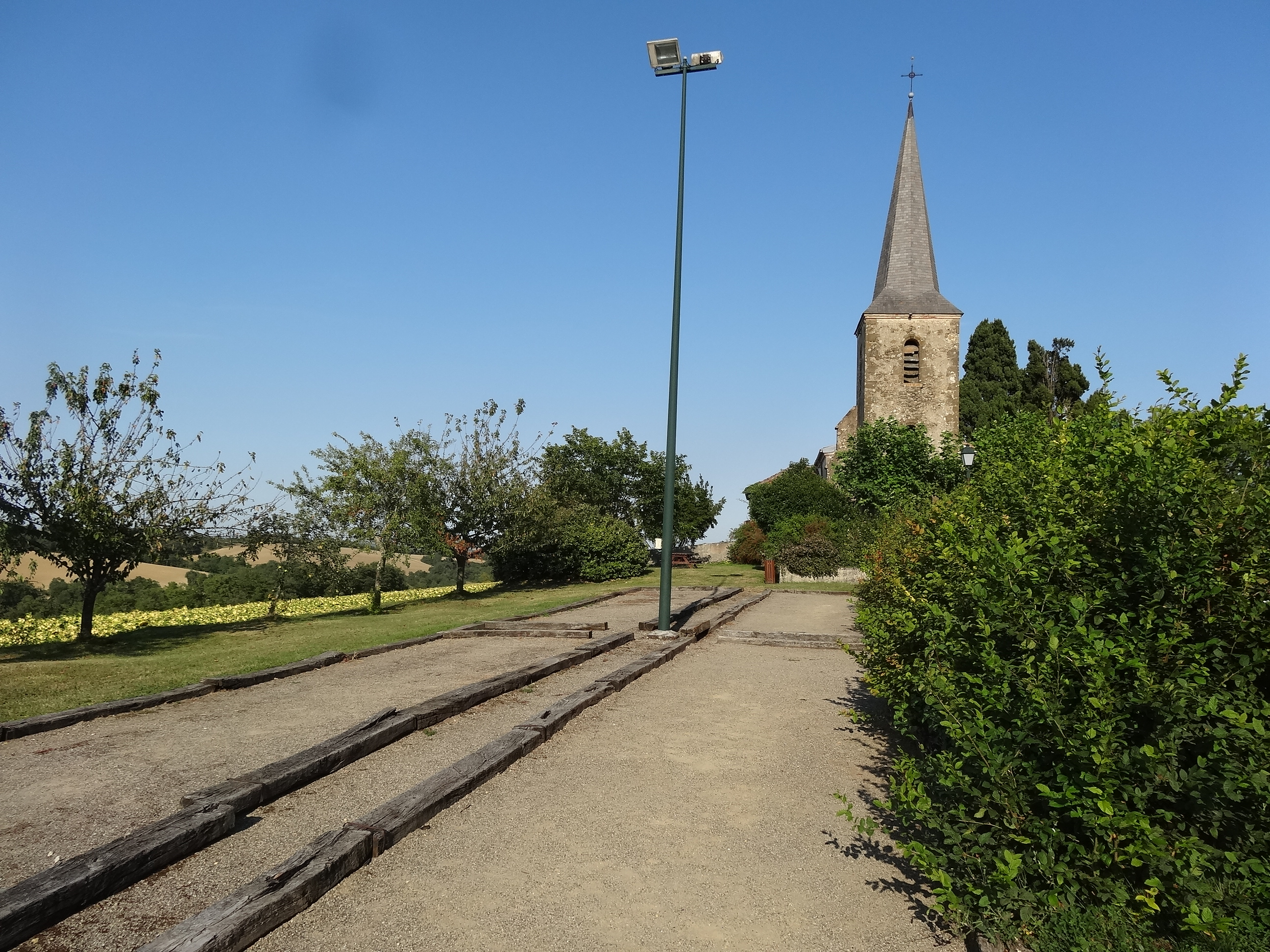
Boulodrome.
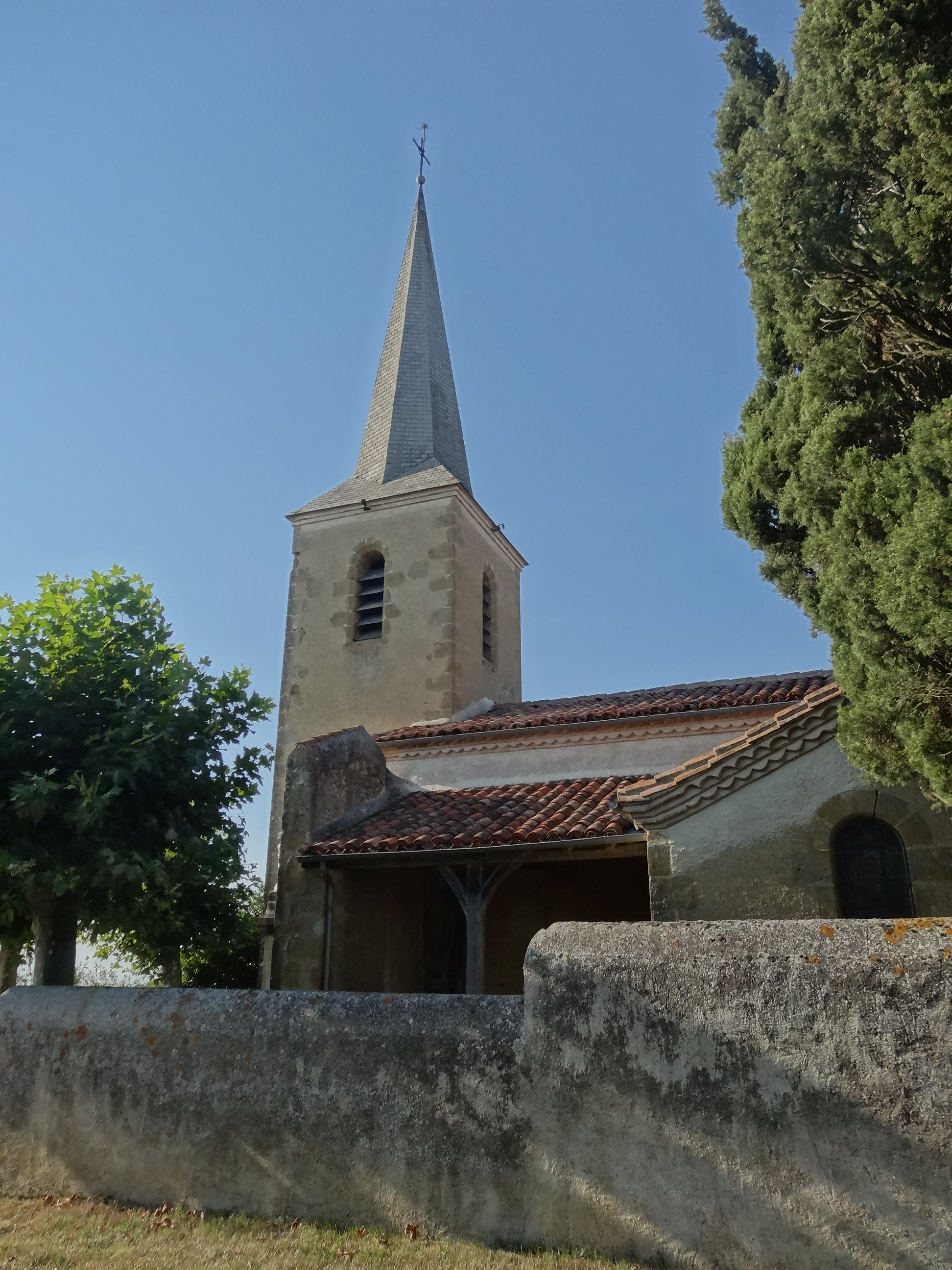
L'église Saint-Martin.
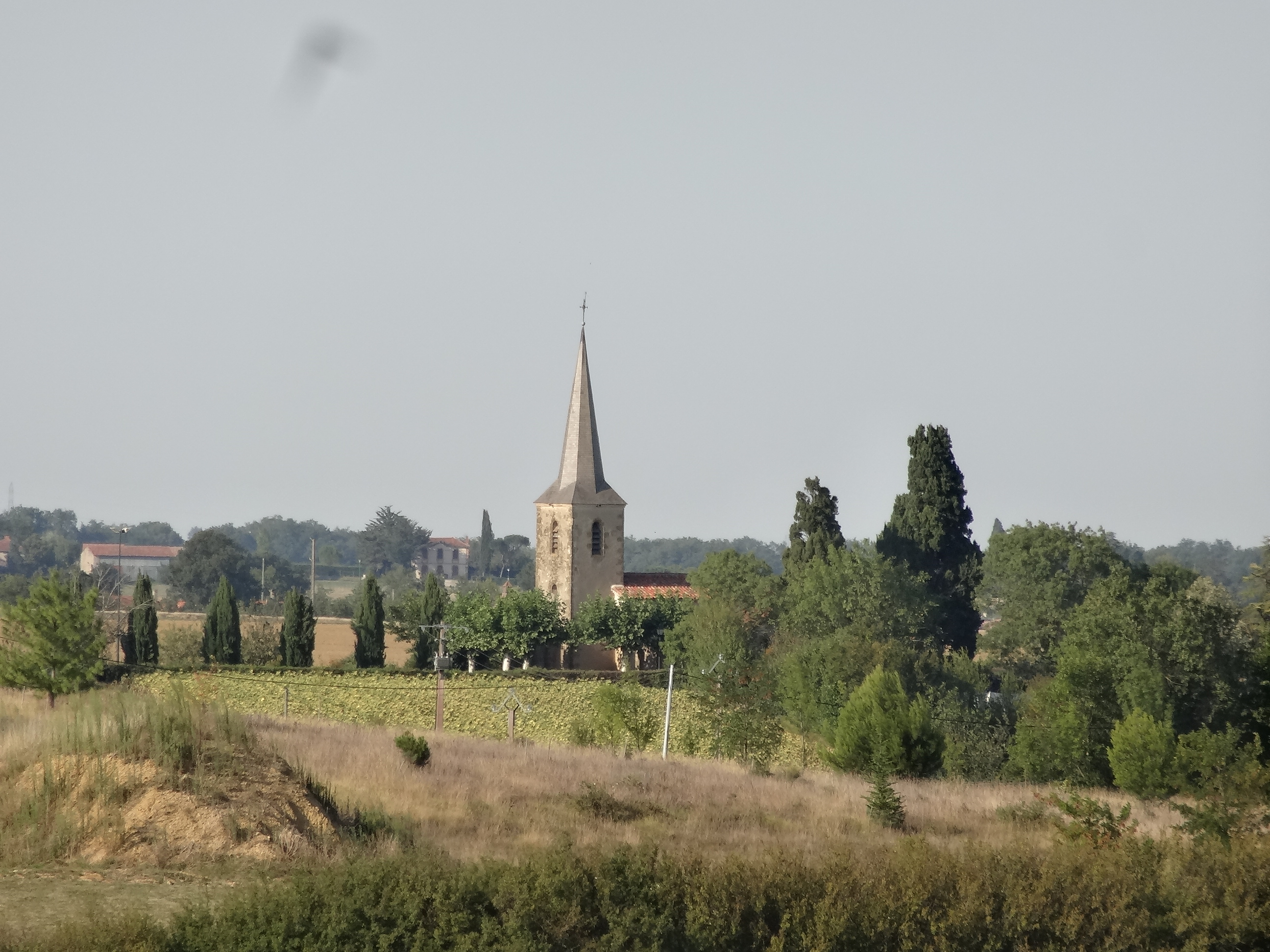
L'église de Traversères vue depuis Aulin.
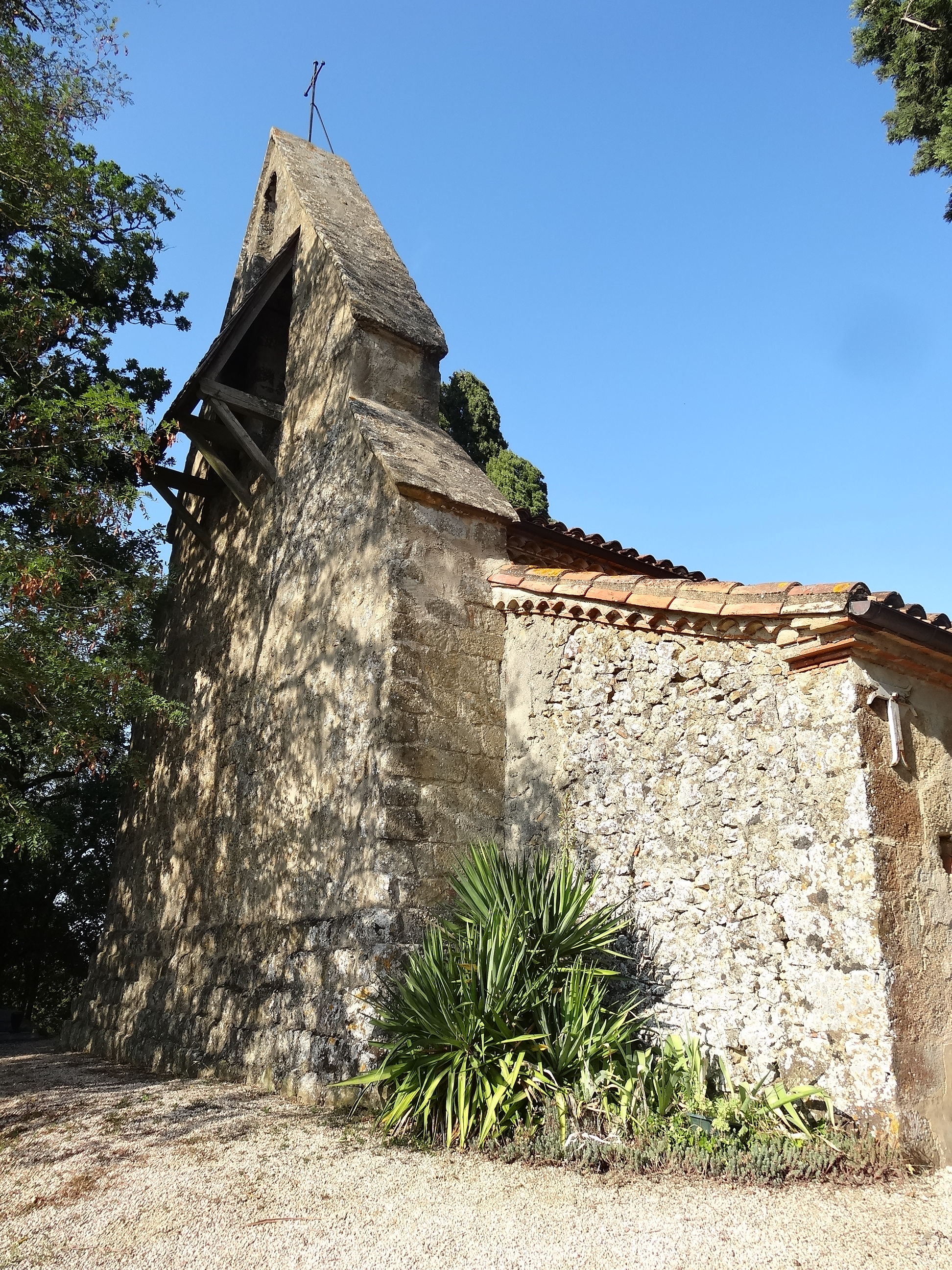
L'église d'Aulin.
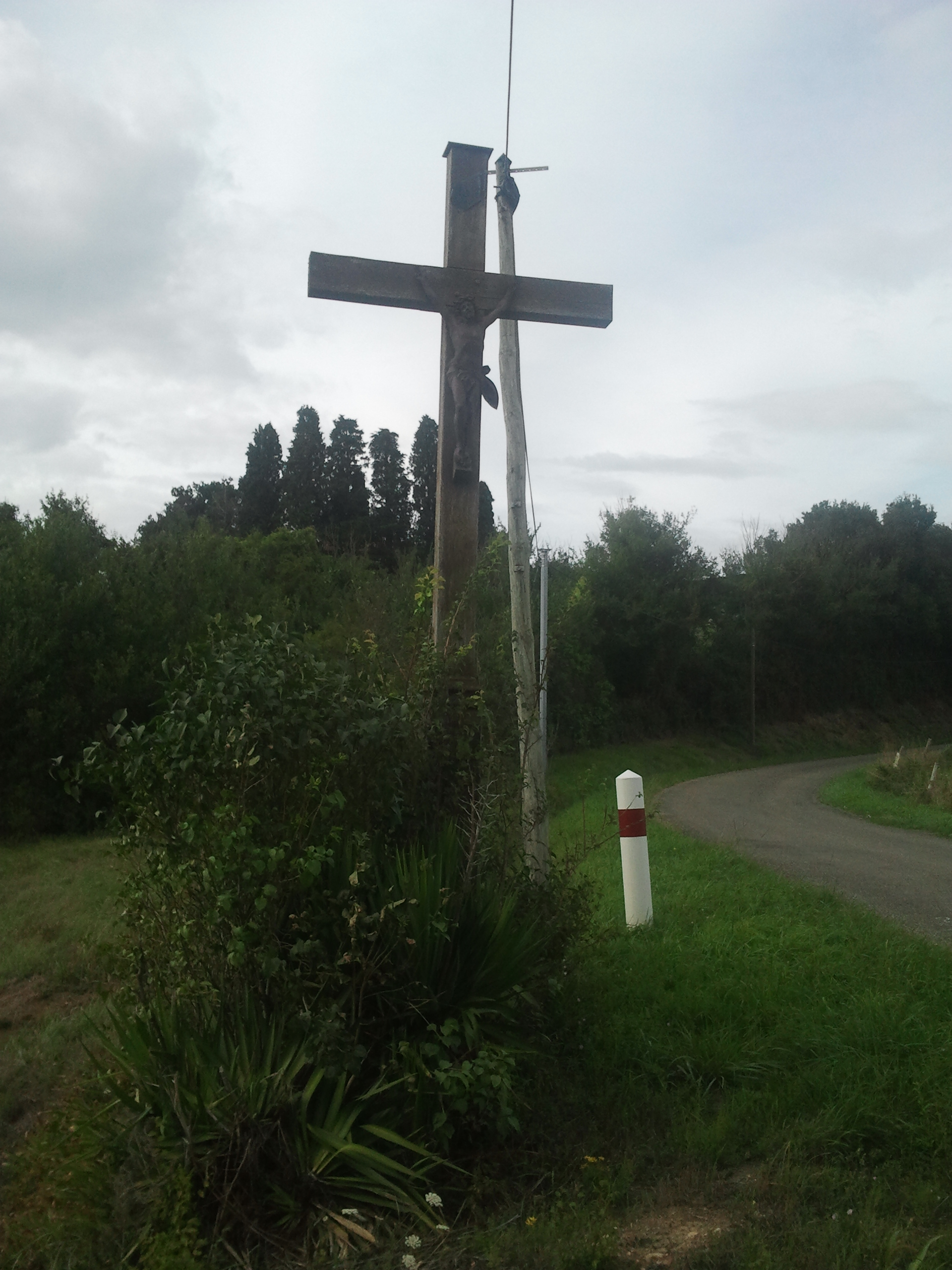
Croix près d'Aulin.

### Personnalités liées à la commune
- Jules-Victor Peyrusse (1831-1917), homme politique né et décédé à Traversères, maire de Traversères, député du Gers de 1876 à 1878 et de 1885 à 1893.